# Tournoi de tennis de Punta del Este
Le Punta Open est un tournoi international de tennis faisant partie de l'ATP Challenger Tour. Il s'est tenu tous les ans de 1993 à 1997 puis en 1999. Après 18 ans d'absence, il réapparaît au calendrier Challenger en 2018. 
Il se joue en février sur terre battue.

## Palmarès

### Simple
| Année     | Vainqueur            | Finaliste           | Score           |
| --------- | -------------------- | ------------------- | --------------- |
| 1993      | Javier Frana         | Gabriel Markus      | 4-6, 6-2, 7-6   |
| 1994      | Franco Davín         | Gérard Solvès       | 6-2, 4-6, 6-0   |
| 1995      | Emmanuel Couto       | Marcelo Charpentier | 7-5, 7-6        |
| 1996      | Félix Mantilla       | Kris Goossens       | 6-2, 7-6        |
| 1997      | Marco Meneschincheri | Juan Antonio Marín  | 6-7, 6-1, 6-4   |
| 1998      | Pas de tournoi       | Pas de tournoi      | Pas de tournoi  |
| 1999      | Marcelo Charpentier  | Martín Rodríguez    | 6-2, 6-2        |
| 2000-2017 | Pas de tournoi       | Pas de tournoi      | Pas de tournoi  |
| 2018      | Guido Andreozzi      | Simone Bolelli      | 3-6, 6-4, 6-3   |
| 2019      | Thiago Monteiro      | Facundo Argüello    | 3-6, 6-2, 6-3   |
| 2020      | Thiago Monteiro      | Marco Cecchinato    | 7-63, 66-7, 7-5 |

### Double
| Année     | Vainqueurs                             | Finalistes                                   | Score             |
| --------- | -------------------------------------- | -------------------------------------------- | ----------------- |
| 1993      | Jean-Philippe Fleurian Mark Koevermans | William Kyriakos Fernando Meligeni           | 6-4, 6-1          |
| 1994      | Marcelo Filippini Diego Pérez          | Luis Lobo Christian Miniussi                 | 6-7, 7-6, 7-6     |
| 1995      | Christian Miniussi Diego Pérez         | Lucas Arnold Ker Patricio Arnold             | 4-6, 7-5, 6-1     |
| 1996      | Gustavo Kuerten Jaime Oncins           | Alejandro Hernández Simon Touzil             | 5-7, 6-4, 7-6     |
| 1997      | Daniel Orsanic Martín Rodríguez        | Nelson Aerts Fernando Meligeni               | 6-2, 6-4          |
| 1998      | Pas de tournoi                         | Pas de tournoi                               | Pas de tournoi    |
| 1999      | Lucas Arnold Ker Marcelo Filippini     | Paulo Carvallo Gonzalo Rodríguez             | 6-1, 6-4          |
| 2000-2017 | Pas de tournoi                         | Pas de tournoi                               | Pas de tournoi    |
| 2018      | Facundo Bagnis Ariel Behar             | Simone Bolelli Alessandro Giannessi          | 6-2, 7-67         |
| 2019      | Guido Andreozzi Guillermo Durán        | Sander Gillé Joran Vliegen                   | 6-2, 66-7, [10-8] |
| 2020      | Orlando Luz Rafael Matos               | Juan Manuel Cerúndolo Thiago Agustín Tirante | 6-4, 6-2          |